# GOLM1
GOLM1‏ (Golgi membrane protein 1) هوَ بروتين يُشَفر بواسطة جين GOLM1 في الإنسان.

## الوظيفة
يلعب مجمع جولجي دورًا رئيسيًا في فرز وتعديل البروتينات الصادرة من الشبكة الإندوبلازمية. البروتين الذي تشفره هذه الجين هو بروتين غشائي من النوع الثاني. يعالج البروتين الذي يتم تصنيعه في الشبكة الإندوبلازمية الخشنة ويساعد في نقل حمولة البروتين عبر جهاز جولجي. وقد لوحظ أن التعبير عن هذا البروتين المشفر يتم تنظيمه بشكل تصاعدي استجابة للعدوى الفيروسية.

## الأهمية السريرية
يتم التعبير بشكل مفرط عن بروتين غشاء جولجي 1 في سرطان البروستاتا وأنسجة سرطان الغدة الرئوية.
إن مستويات GP73 في الدم أعلى لدى مرضى سرطان الكبد مقارنة بالأفراد الأصحاء. بالإضافة إلى ذلك، لم تكن المستويات أعلى بشكل ملحوظ لدى المرضى الذين يعانون من أمراض أخرى غير أمراض الكبد. يتضمن اختبار الدم الحالي المستخدم للكشف عن الأورام المبكرة لدى الأشخاص المعرضين لخطر الإصابة بسرطان الكبد اختبار ألفا فيتو بروتين (AFP). عادةً ما يعاني المرضى المعرضون لخطر الإصابة بسرطان الكبد غير النقيلي أو الأولي من أمراض الكبد المزمنة مثل تليف الكبد. عادةً ما تكون مثل هذه الحالات من تليف الكبد بسبب العدوى الناجمة عن التهاب الكبد المعدي (عادةً التهاب الكبد B أو التهاب الكبد C، على الرغم من وجود سلالات أخرى)، أو بسبب مرض الكبد الدهني التنكسي (الذي يمكن أن يكون شديدًا بشكل خاص لدى الأشخاص الذين يعانون من إدمان الكحول). ومع ذلك، فإن اختبار ألفا فيتو بروتين ليس حساسًا بدرجة كافية للكشف عن سرطان الكبد في الوقت المناسب وغالبًا ما يولد نتائج إيجابية كاذبة. حتى الآن، تم اختبار عينات الدم لأكثر من 1000 مريض يعانون من مراحل مختلفة من أمراض الكبد وغير الكبد بحثًا عن وجود GP73 في العديد من الدراسات. وتعكف العديد من شركات التشخيص الطبي حاليا على تطوير اختبارات مصل آلية لهذا البروتين والتي يمكن إجراؤها في مختبرات المستشفيات الروتينية.